# Істрійська порода корів
Істрійська порода корів, або боскарин, — порода молочної худоби, яка походить з Істрії, Хорватія.

## Опис
Боскарин має шерсть сірого кольору. Кінчик морди білий. Боскарин володіє мускулистим і міцним станом, має хороші властивості. Традиційно використовувався як тяглова тварина як для польових робіт, так і для транспортування, а також для виробництва молока. Бик важить близько тонни, корова важить від 550 до 650 кілограмів. Характерними для великої рогатої худоби є також великі роги та синьо-сірий язик. Корови дають від 800 до 1200 літрів молока на рік.

## Витоки
Порода боскарин походить від биків породи Подолиця. Порода відноситься до сірої степової гілки.

## Загрози та збереження
Порода майже повністю зникла, але завдяки створенню Федерації істрійських скотарів була врятована, і сьогодні налічує 350 корів та 8 биків. Худобу вирощують для гурманів в Істрії, де боскарин називають справжнім делікатесом.Вже в 1960-х роках в Істрії залишилося близько 60 000 екземплярів боскарину. Коли були виведені нові породи для підвищення ефективності сільського господарства, порода змішалася. На початку 90-х років в Істрії залишилося лише кілька чистокровних екземплярів. На той час боскарини повністю зникли зі словенської частини Істрії. Потім приватні особи та групи інтересів розпочали роботу з порятунку чудової худоби від вимирання. Сьогодні в Істрії розкидано щонайменше 350 корів, 18 биків та 43 воли.

## Галерея

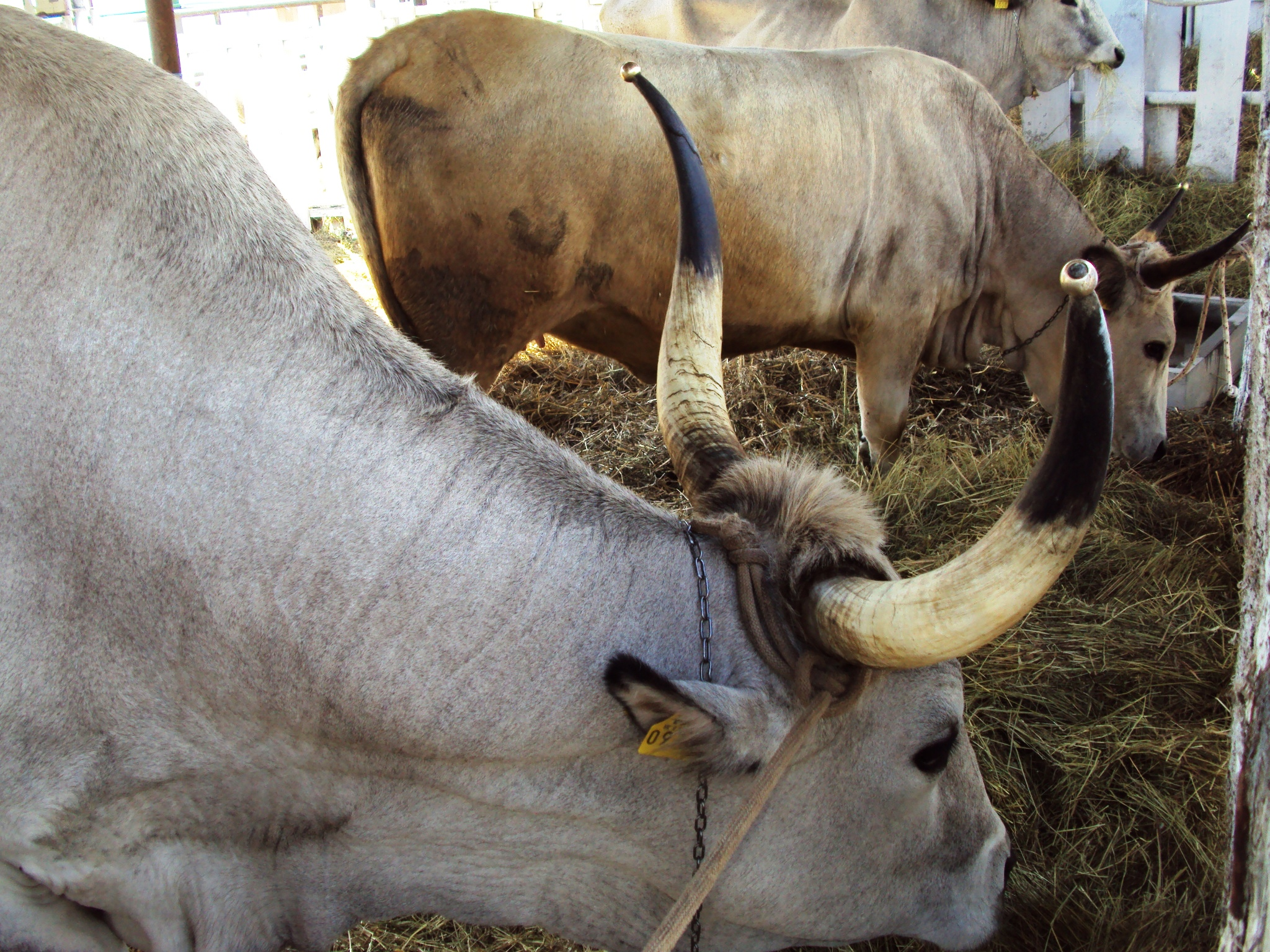
Боскарин, деталь зразка з рогами відносно середнього розміру.
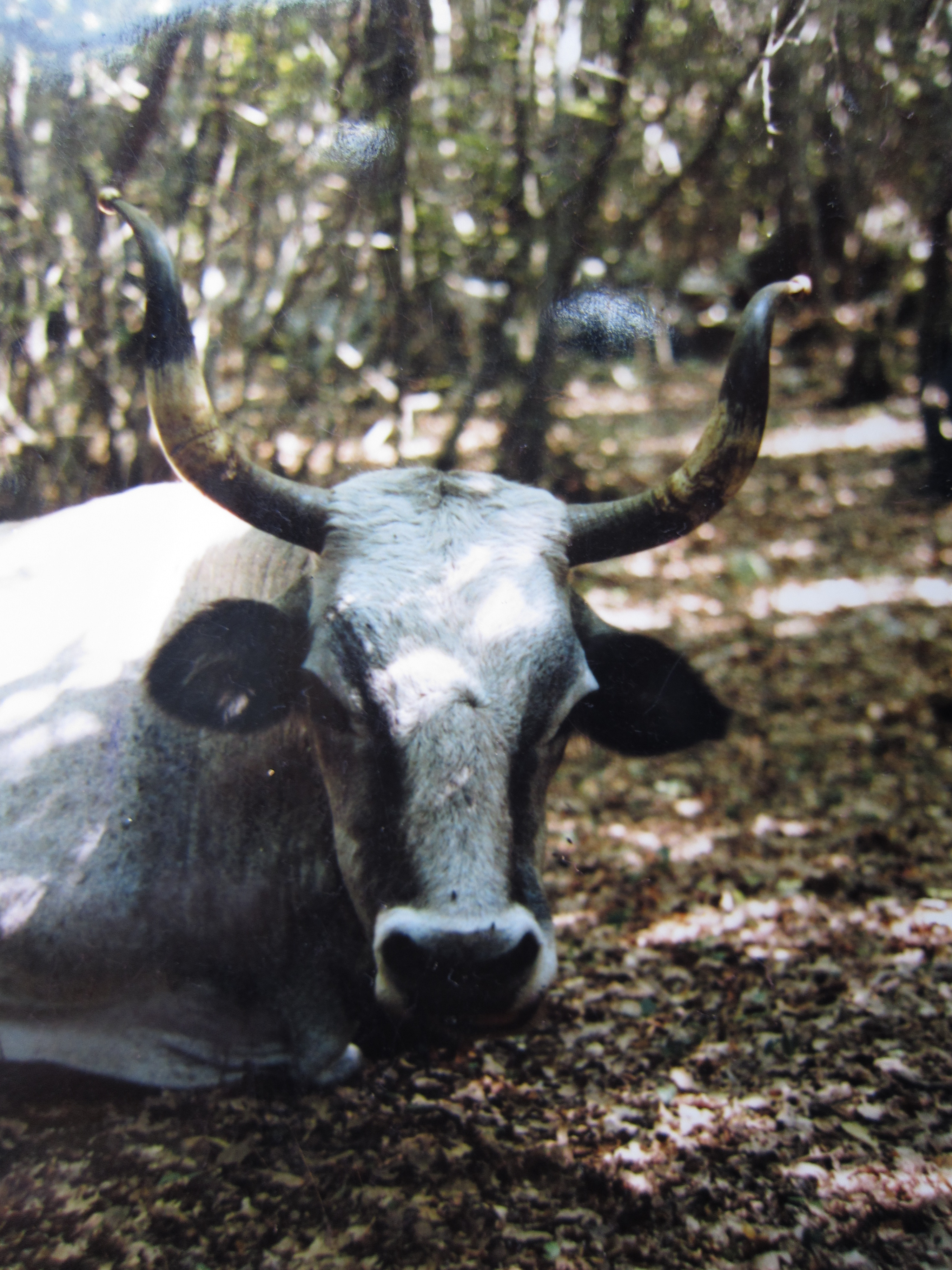
Голова видно спереду.
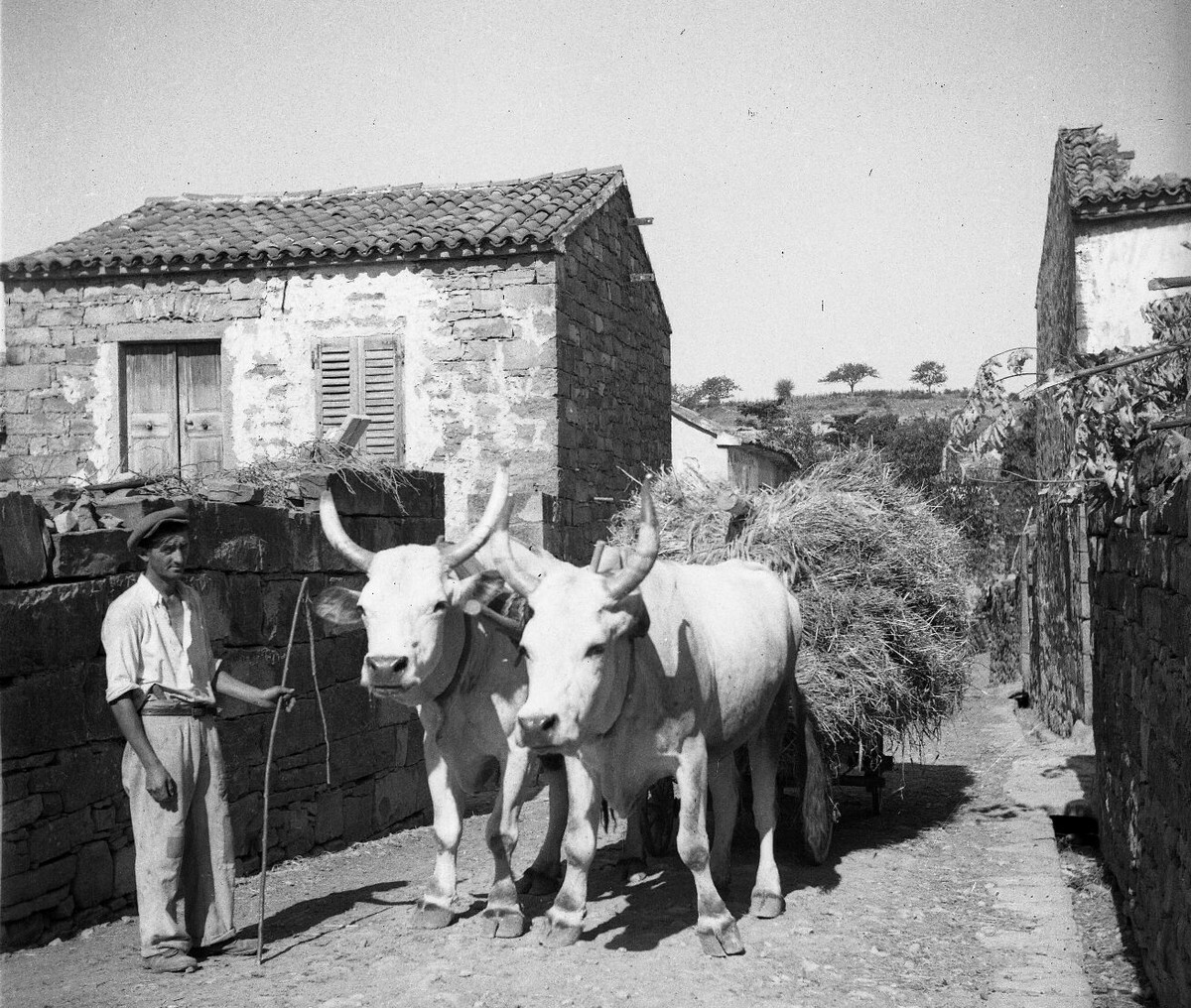
Пара істрійських волів, що тягнуть віз із сіном.
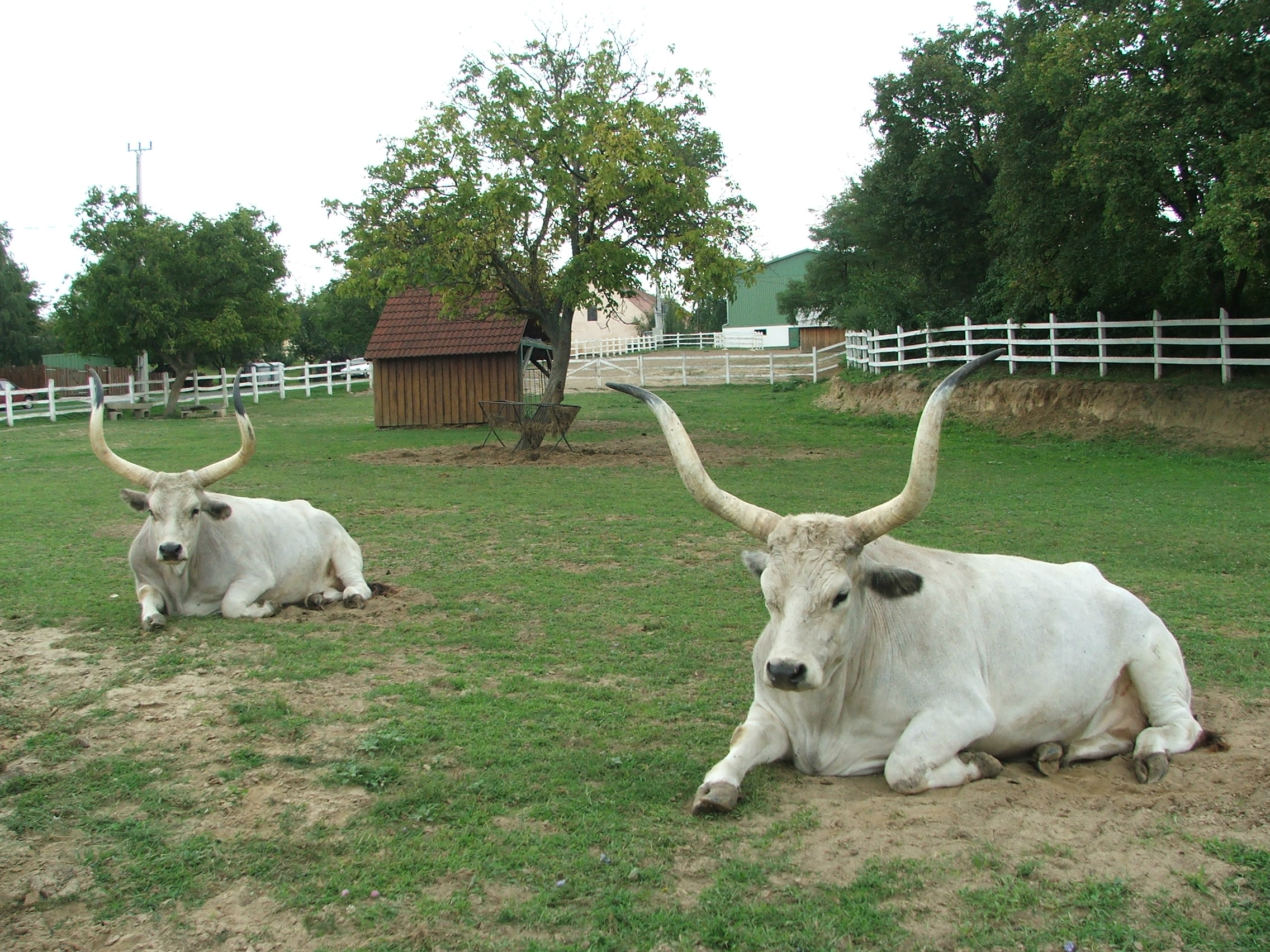
Два зразки.